# Cephaloconus cyprinus
Cephaloconus cyprinus är en tvåvingeart som först beskrevs av Meijere 1913.  Cephaloconus cyprinus ingår i släktet Cephaloconus och familjen lövflugor. Inga underarter finns listade i Catalogue of Life.